# فرانسوا بوزیزه
فرانسوا بوزیزه یانگوووندا (فرانسوی: François Bozizé Yangouvonda‎؛ زاده ۱۴ اکتبر ۱۹۴۶) یک سیاست‌مدار اهل جمهوری آفریقای مرکزی که بین سال‌های ۲۰۰۳ و ۲۰۱۳ رئیس‌جمهور این کشور بود.
بوزیزه در دهه هفتاد میلادی که کشور تحت حاکمیت ژان-بدل بوکاسا بود به یکی از افسران ارشد ارتش بدل شد. او پس از سرنگونی بوکاسا از سال ۱۹۷۹ تا ۱۹۸۱ وزیر دفاع و از سال ۱۹۸۱ تا ۱۹۸۲ وزیر اطلاع‌رسانی دولت بود. وی در کودتای ناموفق سال ۱۹۸۲ علیه دولت آندره کولینگبا مشارکت داشت که پس از نرسیدن به هدف از کشور متواری شد. سال‌ها بعد در دولت آنگه فلیکس پاتاسه فرماندهی ستاد ارتش را عهده‌دار بود اما در سال ۲۰۰۱ علیه پاتاسه سر به شورش برداشت.
نیروهای تحت رهبری او در مارس ۲۰۰۳، بانگی، پایتخت را تصرف کردند در حالیکه پاتاسه خارج از کشور بود. قدرت با نام دولت انتقالی به دست بوزیزه افتاد. در سال ۲۰۰۵ در دور دوم با کسب ۶۴٫۶ درصد از آرا او برنده انتخابات شد و این پیروزی را انتخابات سال ۲۰۱۱ در دوره اول با دوباره با ۶۴٫۶ درصد آرا تکرار کرد.
در دسامبر ۲۰۱۲ شورش مسلحانه دیگری این بار علیه دولت بوزیزه پدید آمد. نهایتاً در ۲۴ مارس ۲۰۱۳ با تصرف کاخ ریاست جمهوری توسط شورشی‌ها بوزیزه از طریق جمهوری دموکراتیک کنگو به کامرون گریخت و آن جا توسط پل بیا رئیس‌جمهور پناه داده شد. در ۲۹ می ۲۰۱۳ حکم دستگیری او از طرف جوامع بین‌المللی صادر شد.

## زندگی اولیه و حکومت کولینگبا
بوزیزه در گابون و در قبیله گبایا متولد شد. در ایالت بوآر جمهوری آفریقای مرکزی به دانشکده تربیت نیروهای ارتش کشور ملحق شد. در سال ۱۹۶۹ به درجه ستوان دومی نائل شد و چهار سال بعد سروان ارتش گردید. سه سال بعد هنگامی که یک افسر وظیفه فرانسوی را که به رئیس‌جمهور بی‌احترامی کرده بود را کتک زد توسط امپراتور ژان-بدل بوکاسا به درجه سرتیپی رسید. او به همراه ژنرال مایوموکالا به افراد ارتش دستور داد به تظاهرات کنندگان جوانی که به عقب افتادگی دستمزد والدینشان معترض بودند حمله کنند. پس از آن که بوکاسا توسط دیوید داکو سرنگون شد و پس از این که نیروهای فرانسوی با حمله خود قصد سرنگون کردن داکو را داشتند او به سمت وزارت دفاع گمارده شد. پس از آن که داکو توسط کولینگبا در سپتامبر ۱۹۸۱ سرنگون شد بوزیزه به عنوان وزیر اطلاع‌رسانی منصوب شد. اما در ۳ مارس ۱۹۸۲ پس از آن که در کودتای ناموفق به رهبری پاتاسه شرکت داشت به همراه صد سرباز به شمال کشور گریخت درحالیکه که پیش از آن کولینگبا را به خیانت متهم می‌کرد و در رادیو بانگی مدعی شده بود که دولت کولینگبا سقوط کرده و قدرت به دست کودتاچیان افتاده‌است. او سپس پناهندگی به فرانسه را به دست آورد. در ژوئیه ۱۹۸۹ در کوتونو بنین دستگیر شد و در بازداشتگاه مورد شکنجه واقع شد. سپس به دستور کولینگبا به اتهام مشارکت در کودتای می به زندان افکنده شد اما در ۲۴ سپتامبر ۱۹۹۱ تبرئه و در اول دسامبر همان سال از زندان آزاد شد. سپس به فرانسه پناهنده شد و دو سال آن جا بود.
تحت فشارهای بین‌المللی در دهه ۸۰ میلادی برای دموکراسی کولینگبا مجبور شد اجازه تأسیس یک حزب سیاسی را بدهد و یک همه‌پرسی برگزار کند که در آن خود او به مدت شش سال به ریاست جمهوری منصوب شد. پس از سقوط دیوار برلین فشارهای داخلی و خارجی کولینگبا را مجبور کرد خط مشی ظاهراً دموکراتیک پیش بگیرد. در مارس ۱۹۹۱ ادوارد فرانک را به مقام نخست‌وزیری منصوب کرد درحالیکه او هیچگونه قدرتی نداشت. همچنین کمیسیونی برای تجدید نظر در قانون اساسی تشکیل داد تا کثرت گرایی را گسترش دهد.
با فشارهای جامعه جهانی کولینگبا مجبور شد انتخابات ریاست جمهوری را تحت نظر چند کشور از جمله ایالات متحده برگزار کند. او که فکر می‌کرد نتایج انتخابات سال ۱۹۹۲ برای او که همیشه نتایج انتخابات را به نفع خود دستکاری می‌کرد خوشایند نباشد نتایج آن را نامعتبر اعلام کرد و کمیسیون قانون اساسی را مجبور نمود آن را لغو نماید. با ادامه فشارهای بین‌المللی انتخابات دیگری برای سپتامبر سال بعد برنامه‌ریزی شد. در این انتخابات بوزیزه به عنوان یک فرد مستقل شرکت نمود که فقط موفق به کسب ۱۲۱۵۹ رای یعنی ۱٫۵ درصد کل آرا شد. پاتاسه، آبل گومبا و کولینگبا به ترتیب ۳۷٫۳۲، ۲۱٫۶۸ و ۱۲٫۱۰ درصد آرا را کسب کردند. درحالیکه که هیچ‌یک از نامزدها حائز اکثریت آرا نشده بودند، مصاف پاتاسه و گومبا، یعنی دو دارنده رای بیشتر به دور دوم کشیده شد. پاتاسه با کسب ۵۳٫۴۹ صدم آرا گومبا را شکست و به عنوان رئیس‌جمهور جمهوری آفریقای مرکزی منصوب شد.

## حمایت از پاتاسه
بوزیزه چندین سال از پاتاسه حمایت کرد و او را در سرکوب دو شورش در سال‌های ۱۹۹۶ و ۱۹۹۷ یاری کرد. در این دوره بوزیزه به فرماندهی ارتش رسید. بوزیزه هیچ فعالیت دشمنانه‌ای علیه پاتاسه نشان نداد و چندین بار شورش‌ها علیه رئیس‌جمهور را سرکوب کرد.

## مقابله با پاتاسه
در می ۲۰۰۱ یک کودتا علیه پاتاسه اتفاق افتاد که با کمک نیروهای دولت لیبی و شورشی‌های کنگویی با شکست مواجه شد. در پی این حادثه وفاداری بوزیزه زیر سؤال رفت و در نهایت او در اکتبر همان سال از فرماندهی ارتش عزل شد. درگیری‌ها زمانی بالا گرفت که دولت در ۳ نوامبر تلاش کرد بوزیزه را دستگیر کند. پس از پنج روز از این اتفاق نیروی‌های دولتی به کمک نیروهای دولت لیبی پادگان محل استقرار بوزیزه را تصرف کرد اما بوزیزه موفق به فرار به طرف چاد شد.
جنگ بین نیروهای دولتی و شورشی‌های تحت رهبری بوزیزه در سال ۲۰۰۲ ادامه یافت. حمله شورشی‌ها به پایتخت، بانگی از ۲۵ تا ۳۱ اکتبر با کمک دوباره شورشی‌های کنگویی به دولت ناموفق ماند. درحالیکه شورشی‌های کنگویی به غارت و تجاوز نسبت به مردم پایتخت متهم شدند.
این تحولات باعث بروز تنش بین دولت پاتاسه و دولت چاد شد. حزب حامی پاتاسه دولت چاد به رهبری ادریس دبی را به حمایت تسلیحاتی و انسانی از شورشی‌ها به رهبری بوزیزه برای بی‌ثبات کردن جمهوری آفریقای مرکزی متهم کرد.

## کودتای ۲۰۰۳، انتخابات ریاست جمهوری ۲۰۰۵ و حاکمیت
در ۱۵ مارس ۲۰۰۳ درحالیکه نیروی‌های تحت کنترش بدون هیچ مقاومتی وارد بانگی، پایتخت شدند قدرت به دست بوزیزه افتاد. درحالیکه پاتاسه از یک دیدار از نیجر بازمی‌گشت نتوانست فرود بیاید چون فرودگاه به دست نیروهای طرفدار بوزیزه افتاده بود. پاتاسه به کامرون پناه برد و پس از یک سال به توگو رفت.

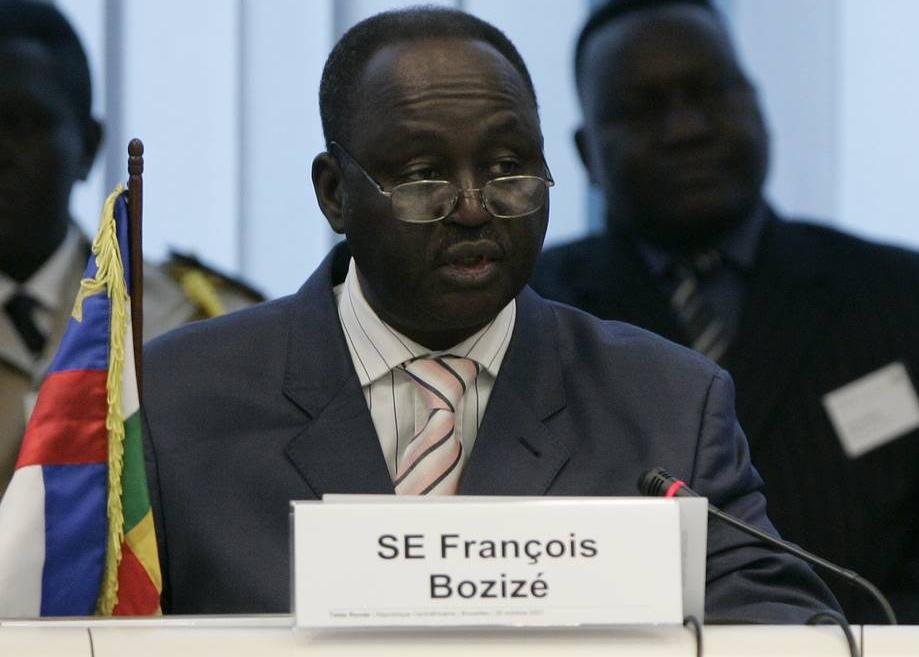
بوزیزه در بروکسل

یک هفته بعد در ۲۳ مارس بوزیزه، آبل گومبا را نخست‌وزیر کرد. بوزیزه پس از رسیدن به قدرت قانون اساسی سال ۱۹۹۵ را ملغی اعلام کرد و قانون اساسی جدیدی که بسیار به قانون اساسی قبل قانون اساسی ۱۹۹۵ شبیه بود تدوین کرد که در یک همه‌پرسی در ۵ دسامبر ۲۰۰۴ به تصویب ملت رسید. در آن زمان بوزیزه اعلام کرد برای انتخابات ریاست جمهوری آینده هیچ برنامه‌ای ندارد اما پس از تصویب قانون اساسی در همه‌پرسی در ۱۱ دسامبر اعلام نمود که نامزد انتخابات ریاست جمهوری خواهد شد و آن را در نتیجه درخواست مردم و احساس مسئولیت خود در برابر کشورش و برای بازسازی کشور خواند.
پس از قدرت گرفتن بوزیزه، آفریقای مرکزی دچار جنگ داخلی دیگری این بار با گروه شورشی موسوم به اتحادیه نیروهای دموکراتیک برای یگانگی به رهبری میشل جوتودیا شد. این درگیری به سرعت به یک جنگ تمام عیار در سال ۲۰۰۴ تبدیل شد.
در ۳۰ دسامبر ۲۰۰۴ بوزیزه یکی از ۵ نامزد تأیید صلاحیت شده برای انتخابات ریاست جمهوری سال ۲۰۰۵ اعلام شد. در ۴ ژانویه ۲۰۰۵ بوزیزه اعلام کرد که ۴ تن از افرادی که رد صلاحیت شده‌اند نیز می‌توانند در انتخابات شرکت کنند. در حالیکه پاتاسه رئیس‌جمهور سابق جزو آنها نبود. اواخر ژانویه اعلام شد افراد دیگری نیز می‌توانند نامزد انتخابات ریاست جمهوری شودند که این امر موجب شد که شمار نامزدها به ۱۱ تن برسد درحالیکه باز هم پاتاسه جزو آنها نبود. انتخابات که برای ۱۳ فوریه برنامه‌ریزی شده بود یک ماه به تعویق افتاد تا در ۱۳ مارس برگزار شود.
بوزیزه در انتخابات با به دست آوردن تقریباً ۴۳ درصد آرا جایگاه نخست را به دست آورد. در دور دوم انتخابات او با مارتین زیگوئله، نخست‌وزیر سابق پاتاسه باید رقابت می‌کرد. دور دوم انتخابات در ۴ می برگزار شد که بر اساس اعلام رسمی نتایج که در ۲۴ می انجام شد او با کسب ۶۴٫۶ درصد آرا برنده انتخابات شد. او در ۱۱ ژوئن به قدرت رسید.
پس از رئیس‌جمهور شدن بوزیزه عهده‌دار وزارت دفاع ملی نیز شد. او در ژوئن همان سال الیه دوته را به عنوان نخست‌وزیر انتخاب کرد.
در اوایل سال ۲۰۰۶ دولت او با ثبات به نظر می‌رسید. درحالیکه پاساته که در تبعید در توگو سر می‌کرد و نمی‌توان او را از دخالت در شورش‌های آینده دور دانست. حامیان او با عقیده به این که او همچنان رهبر قانونی کشور است به گروه‌های شورشی پیوستند. همچنین قبیله کولینگبا، یاکوما در جنوب هم تهدیدی بالقوه برای دولت بوزیزه حساب می‌شد همان‌طور که دور دوم انتخابات را تحریم کردند. از طرفی اعضای این قبیله تسلط و نفوذ خاصی در ارتش داشتند.
در ۱۳ آوریل ۲۰۰۷ یک قرارداد صلح بین دولت و شورشی‌های موسوم به اتحادیه نیروهای دموکراتیک برای یگانگی در بیراو به امضا رسید؛ که بر اساس آن همه شورشی‌ها عفو و این گروه به یک حزب سیاسی شد و جنگجویان آن نیز به ارتش پیوستند. در ادامه مذاکرات صلح منجر به تشکیل دولت ائتلافی، برگزاری انتخابات محلی در ۲۰۰۹ و ریاست جمهوری و مجلس در ۲۰۱۰ شد. دولت ائتلافی جدید در ژانویه ۲۰۰۹ تشکیل شد.
نارضایتی‌ها به دلیل تعویق در پرداخت دستمزدها در ژانویه ۲۰۰۸ بالا گرفت. بوزیزه دولت جدیدی با رهبری فاستین آرچانگه توآدرا که یک چهره دانشگاهی و عدم آشنا برای سیاسیون بود منصوب کرد. در این حال بوزیزه همچنان کنترل وزارت دفاع ملی را بر عهده داشت و پسر خود فرانسیس بوزیزه را به عنوان نماینده خود در این وزارت خانه انتخاب کرده بود. دختر بوزیزه، یوونه که مسئولیت وزارت گردشگری را بر عهده داشت به وزارت آب، جنگل‌ها، شکار، ماهیگری و محیط زیست گماشته شد.
کولینگبا فوریه ۲۰۱۰ در فرانسه درگذشت. اوایل مارس بوزیزه برای او مراسم تدفینی در بانگی ترتیب داد. یک هفته بعد بوزیزه با امضای حکمی موعد انتخابات ریاست جمهوری بعدی را ۲۵ آوریل همان سال تعیین کرد.
انتخابات در ابتدا به ۱۶ می موکول شد. پس لغو دوباره تاریخ انتخابات تاریخ مشخصی برای آن اعلام نشد. از مجلس خواسته شد تا با تغییر قانون اساسی این اجازه را به رئیس‌جمهور بدهد تا زمان برگزاری انتخاب در سمت خود باقی بماند. برخی بر این عقیده بودند که این کار یک کودتا علیه قانون اساسی بوده و قرار نبود انتخابات به زودی برگزار شود. به هر حال انتخابات در ژانویه و مارس ۲۰۱۱ برگزار شد و بوزیزه و حزبش برنده انتخابات اعلام شدند.

## درگیری‌های ۱۳–۲۰۱۲
در ۱۰ دسامبر ۲۰۱۲ شورشی‌های سِلکا (سلکا به معنی ائتلاف) که متشکل از چهار گروه مختلف بودند شهرهای اندله، سام اوندجا و اوآدا را تصرف کردند. شورشی‌ها برای کنترل کامل بر اندله بیش یک ساعت با نیروهای دولتی و متحدانش درگیر بودند. در ۲۳ دسامبر بوزیزه از جامعه بین‌المللی مخصوصاً فرانسه و ایالات متحده برای مقابله با شورشی‌ها درخواست کمک کرد. فرانسوآ اولاند رئیس‌جمهور فرانسه با رد این درخواست اعلام کرد که ۴۵۰ نیروی نظامی فرانسوی که در فرودگاه بین‌المللی بانگی مستقر هستند به «هیچ وجه در امور داخلی این کشور دخالت نخواهند کرد».
در ۱۱ ژانویه ۲۰۱۳ یک پیمان آتش‌بس بین طرفین در لیبرویل پایتخت گابون منعقد شد. شورشی‌ها از خواسته خود برای کناره‌گیری بوزیزه دست کشیدند در عوض بوزیزه متعهد شد تا ۱۸ ژانویه ۲۰۱۳ نخست‌وزیری از حزب مخالف دولت انتخاب کند. در ۱۳ ژانویه بر طبق توافق با شورشی‌ها بوزیزه در حکمی توآدرا را از مقام نخست‌وزیری برکنار کرد. در ۱۷ ژانویه نیکولاس تیانگایه به نخست‌وزیری رسید.
در ۲۲ مارس شورشی‌ها در مواضع خود پیشروی کردند و بوزیره را به ارج ننهادن به آتش بش ژانویه متهم کردند. آنها چندین شهر کشور از جمله دامارا و بوسانگوآ را تصرف کردند و تا ۲۲ کیلومتری بانگی پایتخت پیشروی نمودند ولی آن جا با حمله هوایی یک بالگرد متوقف شدند. در همین حال نسلون انجادر، سخنگوی شورشی‌ها مدعی شد که آن‌ها بالگرد را ساقط کرده‌اند.
در ۲۴ مارس شورشی‌ها حمله سنگینی به بانگی ترتیب دادند و بسیاری از ساختمان‌ها و تأسیسات آن از جمله کاخ ریاست جمهوری را تصرف کردند. خانواده بوزیزه از طریق رودخانه به جمهوری دموکراتیک کنگو گریختند و از آنجا به یائونده پایتخت کامرون رفتند جایی که موقتاً به آن‌ها پناه داده شد. بوزیزه سپس از آن جا از بنین تقاضای پناهندگی سیاسی کرد.
بعدها اعلام شد بوزیزه می‌تواند به کشور بازگردد و در انتخابات ریاست جمهوری سال ۲۰۱۵ نامزد شود.